# Port de Locmariaquer
Situé au cœur de la commune de Locmariaquer, en Bretagne, le port de Locmariaquer est un ancien port de pêche côtière datant du début du XXe siècle.

## Localisation
Située  à l'entrée du golfe du Morbihan, face à Port-Navalo dans la presqu'île de Rhuys, le port de Locmariaquer offre un panorama sur le Golfe du Morbihan et la rivière d'Auray.

## Mouillage et équipement

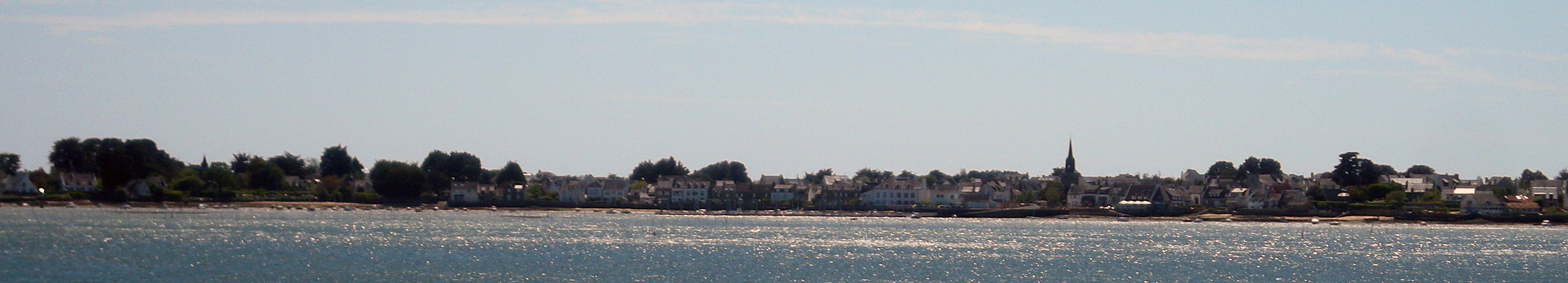
Panoramique du port de Locmariaquer.

En 2011, la cale du Guilvin était la seule à être accessible à toute heure de marée. Les professionnels, les plaisanciers et les vedettes des compagnies de navigation touristique se partageaient cet équipement. La cale du bourg ne possédait aucun équipement spécifique. Les mouillages du port se limitaient à 230 mouillages à évitage.
Un projet de modernisation implique les trois sites :
- La cale de Guilvin
- La réorganisation des mouillages du port
- La création d’équipement portuaire à la cale du bourg.

La réorganisation des mouillages dans le port, prévoit de passer de 230 à 288 emplacements sur pontons et corps-morts.

## Manifestation
Le port est une escale de la semaine du golfe, manifestation maritime et terrestre qui se déroule tous les deux ans durant la semaine de l’Ascension.